# 库鲁伯亚拉洞穴

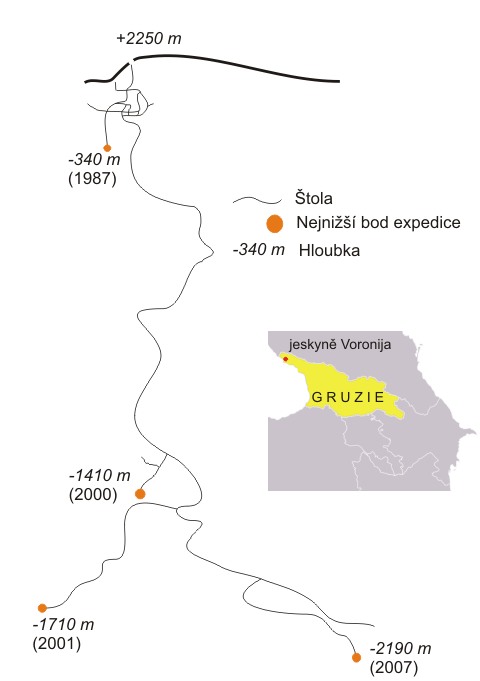
库鲁伯亚拉洞穴剖面图。

库鲁伯亚拉洞穴（英語：Krubera Cave）一译克鲁布拉山洞，也作Voronya Cave，位于格鲁吉亚阿布哈兹共和国加格拉区的阿拉贝卡山中。于1960年发现。2004年探查深度超过2000米，达2080米。曾经是世界上目前已知的最深洞穴，最新数据显示已探明深度2197米（2012年），该记录被阿布哈兹地区的另外一个洞穴韦廖夫金洞穴（2209米深，2024年）所刷新。因此库鲁伯亚拉洞穴和韦廖夫金洞穴一起成为已知深度超过2000米的洞穴。